# Troguéry
Troguéry település Franciaországban, Côtes-d’Armor megyében. Lakosainak száma 219 fő (2022. január 1.). Troguéry La Roche-Jaudy községgel határos.

## Népesség
A település népessége az elmúlt években az alábbi módon változott:
| Lakosok száma | 290  | 227  | 224  | 273  | 286  | 283  | 249  | 224  | 217  | 219  |
|               | 1968 | 1982 | 1990 | 2006 | 2013 | 2015 | 2017 | 2019 | 2020 | 2022 |